# 서서학동
서서학동(西捿鶴洞)은 전북특별자치도 전주시 완산구의 법정동이자 행정동이다.

## 개요
서서학동은 전주시의 동남쪽에 위치하고, 동쪽으로 동서학동, 서쪽으로 동완산동, 남쪽으로 평화1동, 북쪽으로 전주천에 접해 남북으로 길게 뻗어있는 형태로 완산공원과 산성공원 사이에 두고 자연경관이 수려하다. 봄이면 이팝나무가 군락을 이뤄 하얗게 피어나는 ‘초록바위’는 천주교 신자들이 처형되었던 순교지이며, 동학농민군의 지도자 김개남 장군이 처형당한 곳으로 역사적으로 의미가 있다.

## 연혁
서학동은 황혼이 어둑어둑 내려않을 무렵에 학들이 온화한 숲 속에 보금자리를 튼다하여, 또한 학들의 살아가는 아름다운 지역이라 하여 서학동이라 명명했다. 북서쪽으로는 곤지산(103m) 완산칠봉이 자리하고, 동남쪽으로는 고덕산 ,남고산이 병풍처럼 둘러싸여 있다. 시원스럽게 남북으로 장승로가 뻗어 있으며 아직 사람의 발길이 적어 준원시림을 자랑하는 흑석골 고덕산 줄기 골짜기를 오르다 보면 용이 승천하였다 하여 용천소, 용천대가 있다. 지금은 용천대는 사라지고 불품없지만, 물길은 여전히 맑고, 또한 경관이 수려함은 옛날과 같다.
- 1403년(조선 태종 3년) : 전주부 사정
- 1914년 4월 1일 : 전주면 서정(曙町)
- 1946년 7월 1일 : 전주부 서학동 개청
- 1946년 8월 15일 : 전주시 동서학동과 서서학동으로 분동
- 1996년 3월 4일 : 동완산동 일부를 편입
- 1996년 9월 2일 : 평화동 일부(흑석골)를 편입

## 법정동
- 서서학동

## 문화
흑석골은 예부터 물이 좋아 명품한지공장이 집단화되어있던 곳으로 현재는 고궁한지가 맥을 잇고 있다. 흑석골 당산제는 정월대보름 마을의 안녕과 평안을 기원하는 행사이며, 문화재로는 서서학동 석불입상이 있다. 단판 16엽의 연화좌대 위에 세워진 여래입상으로, 고려시대에 축조한 것이다.

## 교육
- 전주교육대학교 전주부설초등학교
- 전주남초등학교
- 전주기전대학

## 아파트
| 단지명            | 건설사           | 시행사           | 주소                | 입주       | 비고 |
| ----------------- | ---------------- | ---------------- | ------------------- | ---------- | ---- |
| 서서학동 광진산업 | (유)광진산업개발 | (유)광진산업개발 | 완산구 덕적골3길 17 | 2000년 5월 |      |